# Josip Jazbec
Josip Jazbec (* 4. Dezember 1995 in Zagreb) ist ein kroatischer Eishockeyspieler, der seit 2011 beim KHL Medveščak Zagreb spielt und für dessen zweite Mannschaft in der International Hockey League auf dem Eis steht.

## Karriere
Jozip Jazbec begann seine Karriere als Eishockeyspieler in seiner Heimatstadt beim KHL Medveščak Zagreb, für dessen zweite Herren-Mannschaft er nach Einsätzen in der kroatischen und der slowenischen Liga seit 2017 in der International Hockey League spielt.

### International
Für Kroatien nahm Jazbec im Juniorenbereich an den Division-II-Turnieren der U18-Weltmeisterschaften 2012 und 2013 sowie der U20-Weltmeisterschaften 2014 und 2015 teil.
Im Seniorenbereich stand er erstmals im Aufgebot seines Landes bei der Weltmeisterschaft der Division I 2018.

## Erfolge und Auszeichnungen
- 2015 Aufstieg in die Division II, Gruppe A, bei der U20-Weltmeisterschaft der Division II, Gruppe B